# まきびバイパス
まきびバイパスは、岡山県倉敷市の国道486号にあるバイパス道路の通称である。
2つの都市計画道路によって構成されており、その都市計画道路についてもここに記述する。

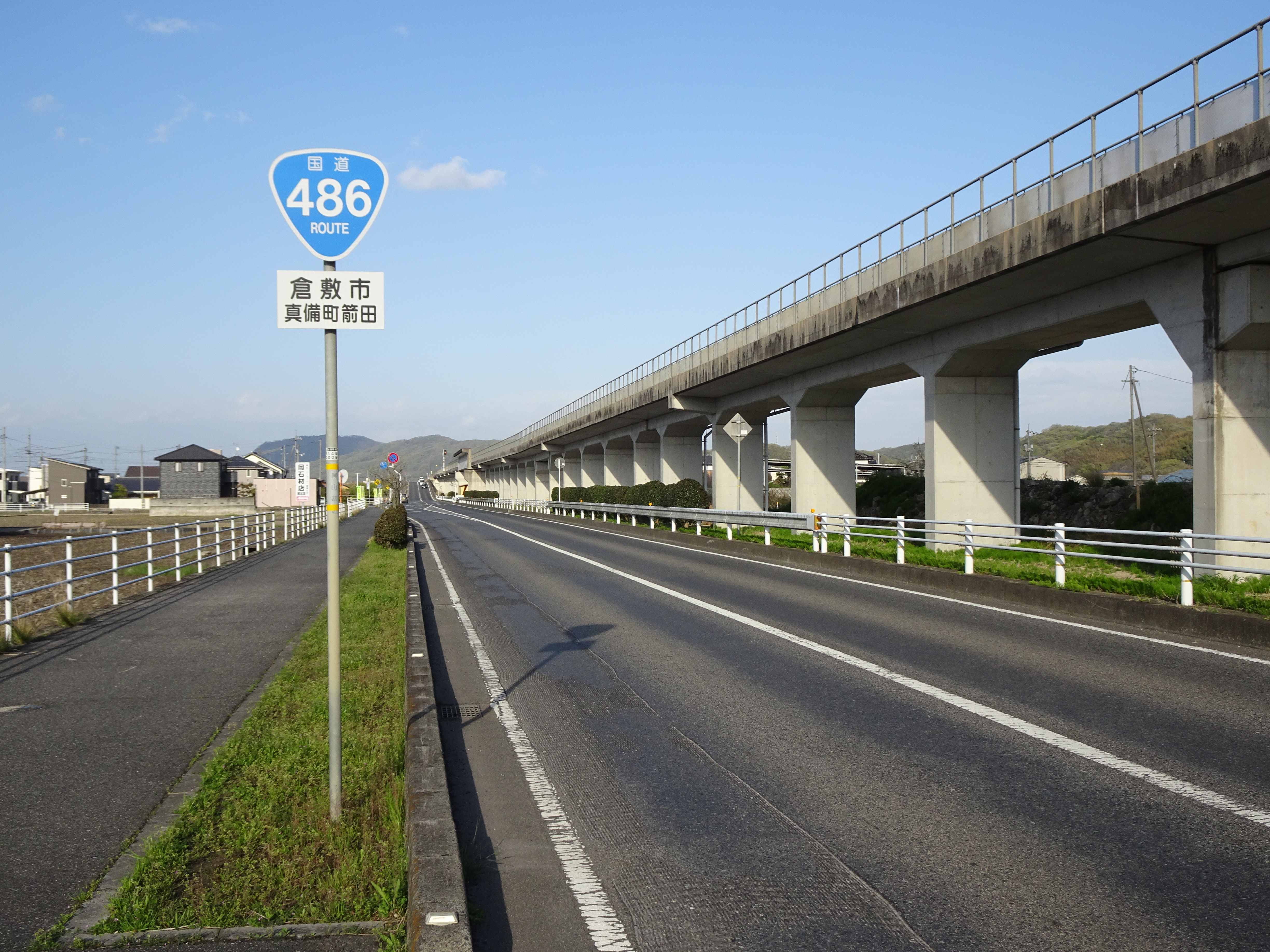
倉敷市真備町箭田付近

## 概要
建設時の事業名としての正式名称は、川辺尾崎バイパス（かわべ・おさきバイパス） で、倉敷市真備町の川辺地内と尾崎地内を結ぶ。川辺地内 - 尾崎地内にかけての従来の国道486号は、2車線ではあるものの道路幅員が狭く、特に箭田地内は旧山陽道の時代からの古い町並みの中を抜け、拡幅が困難な状況であった。そのため、岡山県が1992年（平成4年度）よりバイパス道路整備に着手。その後、部分開通を経て全線開通し、現在は国道486号本線がバイパスに一本化されており、バイパスではなく、通称としてのバイパスとなる。
2つの都市計画道路により構成され、川辺地内の川辺交番西交差点から南へ約450 mの区間が都市計画道路 総社真備船穂線（そうじゃ・まび・ふなおせん） で、そこから西へ尾崎地内までが都市計画道路 川辺尾崎線（かわべ・おさきせん） である。
総社真備船穂線が川辺尾崎線の交点より南へ倉敷市道として延伸されたため、『まきびバイパス』と呼称する区間は、川辺尾崎線のみとするのか、これまで通り総社真備船穂線の一部を含めるかは、人によって異なる。

### 路線データ
- 起点： 倉敷市真備町川辺 （川辺交番西交差点）
- 終点： 倉敷市真備町尾崎 （畑岡交差点）
- 延長： 4.084km
- 設計速度： 60km/h
- 道路幅員： 25m （両側歩道付き）
- 車道幅員： 13m
- 車線幅員： 3.25m
- 車線数： 完成4車線（暫定2車線、暫定片側歩道）
- 事業期間： 1992年（平成4年） ‐
- 事業費： 約 ‐ 億円

## 接続道路
- 岡山県道281号大曲船穂線 （倉敷市真備町箭田、二万口南交差点）
- 岡山県道54号倉敷美袋線 （倉敷市真備町尾崎、宮田橋北交差点）

## 都市計画道路 総社真備船穂線

### 概要
総社市中原の国道486号と都市計画道路 東総社中原線が交わる中原口交差点より高梁川を渡り、倉敷市真備町川辺地内を経て、倉敷市船穂町柳井原で都市計画道路 高砂町中島柳井原線（事業中）に接続。そこから高砂町中島柳井原線で高梁川を再び渡り、水島港に向かう。計画では、総社市と水島港を結ぶ倉敷市真備町経由の路線の一部を担う予定。

## 都市計画道路 川辺尾崎線

### 概要
都市計画道路 総社真備船穂線の倉敷市真備町川辺地内より分かれ、尾崎地内に向う。全線が国道486号であり、まきびバイパスおよび畑岡交差点以西の現道区間が都市計画道路 川辺尾崎線として指定されている。